# Décembre 1835
Cette page présente les faits marquants du mois de décembre 1835.

## Événements

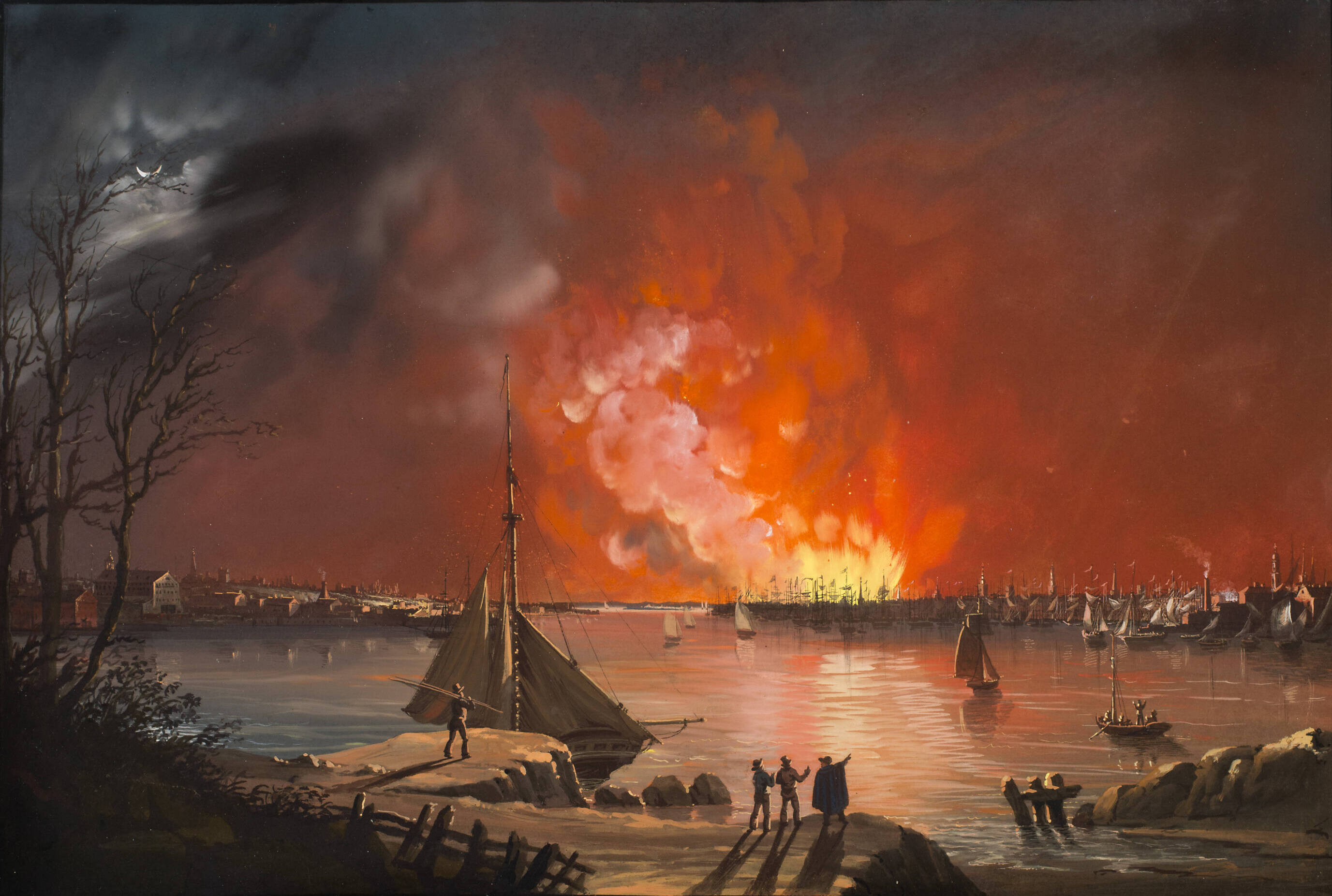
16 décembre : grand incendie de New York

- Algérie : l’armée du maréchal Clauzel réalise une opération punitive sur Mascara.

- 7 décembre, Allemagne : mise en service du premier chemin de fer allemand reliant Nürnberg (Nuremberg) à Fürth.

- 9 décembre : les Texans prennent San Antonio.

- 15 décembre : Victor Hugo publie sans le signer, dans le Vert-Vert, un article en faveur de Mademoiselle de Maupin de Théophile Gautier.

- 16 décembre : grand incendie à New York qui ravage la ville.

- 28 décembre : début de la seconde guerre séminole (fin en 1842).

- 29 décembre :
  - Une minorité de Cherokees est sommée de signer le traité de déplacement de New Echota (Géorgie).
- France : ouverture de la session parlementaire de 1836.

- 31 décembre, France : Arthur de Gobineau entre en relation avec l'orientaliste Joseph Toussaint Reinaud, membre de l'Institut. Mme Laigneau habite Lille et Gobineau est en correspondance avec elle, mais elle est toujours très réticente en ce qui concerne le mariage d'Amélie avec Arthur.
  - Arthur de Gobineau habite rue Saint-Benoît au faubourg Saint-Germain. Il travaille à la Compagnie française d'éclairage par le gaz (Société Larrieu, Brunton Pilté, Pauwels et Cie) et donne des leçons à ses moments libres. Il est attaché non rétribué à cette société et vit surtout d'une pension de cent francs par mois que lui consent son oncle Thibaut-Joseph. Il prend des leçons d'anglais que lui paie son oncle.

## Naissances
- 6 décembre : Rudolph Fittig (mort en 1910), chimiste allemand.
- 17 décembre
  - Alexander Emanuel Agassiz (mort en 1910), zoologiste américain.
  - Felice Casorati (mort en 1890), mathématicien italien.
- 26 décembre : Giovanni Canestrini, naturaliste italien. († 14 février 1900).
- 28 décembre : Archibald Geikie (mort en 1924), géologue britannique.

## Décès
- 21 décembre : John Sinclair (né en 1754), agronome et statisticien écossais.